# Alfred Probst
Alfred Probst, švicarski veslač, * 1894, † april 1958.
Probst je v švicarskem četvercu s krmarjem na Poletnih olimpijskih igrah 1924 v Parizu osvojil zlato medaljo, v četvercu brez krmarja pa je na istih igrah osvojil bronasto medaljo.